# Amater
Amater je osoba koja se bavi nekom djelatnošću bez namjere stjecanja materijalne koristi. Riječ se obično koristi za one djelatnosti koje se mogu obavljati i profesionalno npr. sportaš - amater ili profesionalac. Rijetko će se nekoga tko skuplja poštanske marke nazvati amaterom, prije hobistom.
Obično sportaši do 16.-te ili 18.-te godine su amateri, a poslije postaju profesionalci, tek kad počnu zarađivati novac igrajući. 